# Rebecca (téléfilm, 1997)
Pour les articles homonymes, voir Rebecca.
Rebecca est un téléfilm britannique et allemand de 178 minutes diffusé à la télévision en 1997 en deux parties sur ITV et aux États-Unis sur PBS dans Masterpiece Theatre. Il s'agit d'une adaptation du roman éponyme de Daphne du Maurier.

## Synopsis
Un veuf est en relation avec un ravissante femme.

## Distribution
- Emilia Fox : Mme de Winter
- Charles Dance (VF : Emmanuel Jacomy) : Maxim de Winter
- Geraldine James (VF : Jocelyne Darche) : Beatrice
- Faye Dunaway (VF : Béatrice Delfe) : Mrs Van Hopper
- Jonathan Cake (VF : Daniel Gall) : Jake Favell
- Jean Anderson (VF : Lita Recio) : Grand-mère
- Diana Rigg : Mrs Denver
- Lucy Cohu : Rebecca